# New Rochelle
New Rochelle város az USA New York államában, Westchester megyében. Lakosainak száma 79 726 fő (2020. április 1.).

## Népesség
A település népességének változása:

| 2010 | 77 062 |
| 2020 | 79 726 |

## Ismert személyek
- Itt halt meg Vásárhelyi András (1895–1981) magyar földbirtokos, országgyűlési képviselő (1939–1944).